# Non so più cosa fare
Non so più cosa fare (укр. «Я не знаю, що робити») — пісня італійського співака і кіноактора Адріано Челентано з альбому «Facciamo finta che sia vero».

## Про пісню
Пісня була випущена 2 грудня 2011 року, як другий сингл з альбому «Facciamo finta che sia vero». Вона написана іспанським композитором Ману Чао, а виконана квартетом — Адріано Челентано, Джуліано Санджорджі, Франко Баттіато і Джованотті.
Найімовірніше, пісня була написана ще 2003 року, оскільки в офіційному буклеті альбому вона датована саме цією датою, проте випущена була вже у 2011 році.
Тема пісні — тривога, спричинена ворожнечею, якій, здається, немає кінця.
Композиція має незвичайний ритмічний розрив. В середині композиції музика затихає, після чого звучить досить тривалий «spoken word», який є фрагментом з телевізійного шоу «Рок-політик», ведучим якого був Челентано. Після цього епізоду пісня знову продовжується у звичному темпі.
11 грудня 2011 року вийшов музичний кліп до цієї пісні. Його прем'єра відбулася в рамках телешоу «Che tempo che fa», гостею якого в той вечір була дружина Челентано — Клаудія Морі.

## Трек-лист
| #  | Назва                                         | Автор                       | Тривалість |
| -- | --------------------------------------------- | --------------------------- | ---------- |
| 1. | «Non so più cosa fare» (Я не знаю, що робити) | Ману Чао, Адріано Челентано | 06:31      |